# (11085) Isala
(11085) Isala est un astéroïde de la ceinture principale.

## Description
(11085) Isala est un astéroïde de la ceinture principale. Il fut découvert le 17 septembre 1993 à La Silla par Eric Walter Elst. Il présente une orbite caractérisée par un demi-grand axe de 2,40 UA, une excentricité de 0,15 et une inclinaison de 1,4° par rapport à l'écliptique.

## Compléments